# Heinkel HD 36
Die Heinkel HD 36 ist ein Ende der 1920er Jahre von den Ernst Heinkel Flugzeugwerken in Warnemünde produziertes Schulflugzeug.

## Entwicklung
Die HD 36 wurde für die schwedischen Luftstreitkräfte entwickelt, die 1926 ein Exemplar der dreisitzigen HD 35 erworben hatten und aufgrund der gemachten Erfahrungen bei Heinkel in Warnemünde einen auf zwei Besatzungsmitglieder reduzierten Nachfolger mit stärkerem Motor für die Anfängerschulung in Auftrag gaben. Eventuell wurde bei der Entwicklung auf schon existierende Pläne zurückgegriffen, denn bereits im September 1925 war vom Interalliierten Luftfahrt-Garantie-Komitee eine Zulassung für ein ziviles Postflugzeug HD 36 mit einem 180-PS-Lynx-Antrieb die Zulassung erteilt worden. Der Prototyp mit der Werknummer 273 wurde 1927 fertiggestellt und im Sommer des Jahres erprobt. Am 26./27. Juli erfolgte die Übernahme von schwedischer Seite. Zuvor aber wurde von dem Flugzeug noch eine Strecke von Werksfotos angefertigt, wofür es das fiktive Kennzeichen D–HD36 erhielt, denn eine offizielle Zulassung in Deutschland wurde nicht durchgeführt.
Die mit dem Musterflugzeug anschließend in Schweden durchgeführten Tests verliefen zufriedenstellend und es wurde beschlossen, das Modell in Lizenz zu bauen. Die notwendigen Rechte dafür wurden über die Svenska Aero erworben, die Produktion erfolgte bei der Centrala Flygverkstaden Malmslätt (CFM, Zentrale Flugzeugwerkstatt Malmslätt). Ein erster Serienauftrag über zehn als Sk 6 (Sk für Skolflygplan, Schulflugzeug) bezeichnete Exemplare erging am 9. März 1928; das Erste davon flog erstmals im Dezember des Jahres. Am 17. September 1929 orderten die Luftstreitkräfte weitere zehn Sk 6, die zwischen März und Oktober 1930 ausgeliefert wurden. Alle Flugzeuge wurden mit Mercedes-D-III-Triebwerken ausgerüstet, die bereits 1920 von Schweden gekauft worden waren. Von 1932 bis 1934 wurden deshalb die noch vorhandenen 17 Exemplare, drei mussten bis dahin nach Bruchlandungen abgeschrieben werden, modernisiert und erhielten einen leistungsstärkeren Puma-Motor mit 177 kW (241 PS), mit dem sie noch einige Jahre als Sk 6a für Schulzwecke genutzt wurden. Erst 1940 wurden die letzten fünf Stück aus dem Dienst genommen.

## Aufbau
Die HD 36 ist ein verspannter, einstieliger Doppeldecker in Holzbauweise.
Rumpf
Der Rumpf besitzt einen viereckigen Querschnitt mit gewölbtem Rücken und läuft zum Heck in einer senkrechten Schneide aus. Er besteht aus vier Längsholmen und hölzernen Querspanten mit Sperrholzbeplankung. Der mit Aluminiumblechen beplankte Motorbereich wird vom restlichen Rumpf durch ein Brandschott getrennt, dahinter befindet sich ein Stauraum für Gepäck, an den sich die voneinander getrennten Kabinen für Fluglehrer- und -schüler anschließen.
Tragwerk
Die HD 36 besitzt ein stark gestaffeltes Tragwerk, wobei Ober- und Unterflügel eine Pfeilung von 2° bzw. 3° aufweisen und durch N-Stiele miteinander verbunden sind. Bei de besitzen aus zwei Kastenholme, deren Zwischenräume auf der Flügelunterseite mit Sperrholz-Schubplatten beplankt sind. Auch die Vorderkante besteht aus Sperrholz, während der restliche FLügelteil mit Stoff bespannt ist.
Leitwerk
Sämtliche Ruder sowie die im Flug verstellbare und abgestrebte Höhenflosse werden aus einem stoffbespannten Stahlrohrrahmen gebildet. Die freistehende Seitenflosse besteht aus Holz mit Sperrholzbeplankung. Querruder befinden sich in Ober- und Unterflügel und sind miteinander durch Stoßstangen verbunden.
Fahrwerk
Das Hauptfahrwerk ist gummigefedert mit freischwingender Achse. Am Heck befindet sich ein Schleifsporn.

## Technische Daten
| Kenngröße                                                         | Daten                                                                                               |
| ----------------------------------------------------------------- | --------------------------------------------------------------------------------------------------- |
| Besatzung                                                         | 1–2                                                                                                 |
| Spannweite                                                        | oben 11,0 m unten 9,8 m                                                                             |
| Länge                                                             | 7,5 m                                                                                               |
| Höhe                                                              | 3,1 m                                                                                               |
| Flügelfläche                                                      | 30,75 m²                                                                                            |
| Rüstmasse                                                         | 940 kg                                                                                              |
| Zuladung                                                          | 310 kg                                                                                              |
| Startmasse                                                        | 1250 kg                                                                                             |
| Antrieb                                                           | ein flüssigkeitsgekühlter Sechszylinder-Viertakt-Reihenmotor mit starrer Zweiblatt-Holzluftschraube |
| Typ                                                               | Mercedes D III                                                                                      |
| Startleistung Kampf- und Steigleistung Nennleistung Dauerleistung | 170 PS (125 kW) 160 PS (118 kW) am Boden 160 PS (118 kW) am Boden 140 PS (103 kW) am Boden          |
| Höchstgeschwindigkeit                                             | 130 km/h in Bodennähe                                                                               |
| Landegeschwindigkeit                                              | 70 km/h                                                                                             |
| Steigzeit                                                         | 3,7 min auf 1000 m                                                                                  |
| Dienstgipfelhöhe                                                  | 5000 m                                                                                              |